# Paulo Lepetit
Paulo Lepetit (Rio Claro, 5 de dezembro de 1958) é um contrabaixista, compositor e produtor musical brasileiro, conhecido por seus trabalhos ao lado de Itamar Assumpção, Cássia Eller, Chico César, Ney Matogrosso e a cantora Fortuna. Como produtor, o seu trabalho de maior destaque foi o disco "Petrobrás", de Itamar Assumpção, que ganhou o Prêmio Sharp em 1998.

## Biografia
Paulo começou sua carreira no início dos anos 1980, como integrante da banda Isca de Polícia, que acompanhava o cantor e compositor Itamar Assumpção.
Como músico acompanhante, tocou com Cássia Eller, Gang 90, Chico César, Vange Milliet entre muitos outros. 
Como produtor musical, trabalhou com Tom Zé, Dona Zica, Chico César, Bocato, Alzira Espíndola, Vange Milliet, Naná Vasconcelos e Itamar Assumpção. Produziu também o CD “Lero-lero” da cantora revelação Luisa Maita, indicado pela revista Veja como um dos melhores trabalhos lançados no ano de 2010.

### Elo Music
Por meio de selo próprio, Elo Music, viabiliza o "Projeto CD7", que é uma iniciativa para se reduzir os custos de produção de um álbum, e assim, o preço final de venda para o consumidor, que também é auxiliar no combate à pirataria. Neste projeto, os álbuns podem ter apenas 7 faixas (daí o nome).
| “ | "Achamos que é uma alternativa de viabilização mercadológica. Queremos negar um pouco essa convenção de que um CD teria que ter 14, 15 músicas. Avaliamos que sete é um número suficiente para se definir um conceito, fixar objetividade com qualidade e ganhar tempo e baixar custo. Além do que, para o artista que trabalha na independência, isso pode reduzir a periodicidade de lançamentos, que é de cerca de três, quatro anos." | ” |

## Discografia

### Como músico
- 1994 - Le Petit Comitê
- 1998 - Saculeja
- 2004 - Peças[2]

#### ComGigante Brazil
- 2006 - Paulo Lepetit & Gigante Brazil - Música Preta Branca... e etc...[3]

#### ComNaná VasconceloseZeca Baleiro
- 2015 - Projeto Café no Bule

### Como Produtor
| Ano  | Artista(s)                          | Álbum                                              | Ref.  |
| ---- | ----------------------------------- | -------------------------------------------------- | ----- |
| 1997 | Itamar Assumpção                    | Petrobrás                                          |       |
| 1998 | Vange Milliet                       | Arrepiô                                            |       |
| 2004 | Naná Vasconcelos e Itamar Assumpção | Vasconcelos e Assumpção - isso vai dar repercussão |       |
| 2010 | Luisa Maita                         | Lero-lero                                          |       |
| 2016 | Nicola Són                          | Sampathique                                        | [ 4 ] |

## Prêmios e Indicações
| Ano  | Prêmio                              | Categoria              | Indicação                                                        | Resultado | Ref   |
| ---- | ----------------------------------- | ---------------------- | ---------------------------------------------------------------- | --------- | ----- |
| 2005 | Prêmio TIM                          | Melhor Álbum           | Peças                                                            | Indicado  | [ 5 ] |
| 2007 | Prêmio Toddy de Música Independente | Melhor Álbum de MPB    | Paulo Lepetit & Gigante Brazil - Música Preta Branca... e etc... | Indicado  | [ 6 ] |
| 2016 | 27° Prêmio da Música Brasileira     | Álbum Projeto Especial | Projeto Café no Bule                                             | Venceu    | [ 7 ] |
| 2016 | 27° Prêmio da Música Brasileira     | Projeto Visual         | Projeto Café no Bule                                             | Indicado  | [ 8 ] |